# Viktor Uhlig
Viktor Uhlig (ur. 2 stycznia 1857 w Leskowcu, zm. 4 czerwca 1911 w Karlowych Warach) – austriacki paleontolog i geolog. Profesor politechniki w Pradze (od 1891) oraz Uniwersytetu Wiedeńskiego (od 1900).

## Życiorys
Studiował geologię i mineralogię na uniwersytetach w Grazu i Wiedniu, uzyskując doktorat w 1879 roku. Prowadził badania z zakresu budowy geologicznej Karpat (w tym Tatr) oraz Alp, a także budowy i występowania amonitów. Opracował syntezę budowy geologicznej Karpat zgodnie z teorią płaszczowinową. Opublikował m.in. Über die Geologie des Tatragebirges (1897), Bau und Bild der Karpaten (1903), Über die Tektonik der Karpathen (1907).